# 美作彩凪
美作 彩凪（みまさか あやな、1988年4月10日 - ）は、日本のAV女優。時東あいとしてAVデビュー後、本多成実、本多なるみ、瀬戸はるか、楓まお、真行寺あゆむなど数々の名前を使用している。所属はNAXプロモーション。
東京都出身。血液型：B型。身長：159cm。スリーサイズ：B82(C)・W56・H81。

## 出演作品
いずれもアダルトビデオ。
- 現役バリバリの芸能人に芸名を付けさせAVデビューさせちゃいました。 新人 時東あい（7月13日、マキシング）[2] - 時東あい名義
- 噂の芸能人 時東あい（10月2日、マキシング）- 時東あい名義
- ネットで話題の芸能人 時東あい（11月2日、マキシング）- 時東あい名義
- 芸能人は激しいのがお好き◆ 時東あい（12月2日、マキシング）- 時東あい名義

- パイパン芸能人 時東あい（1月2日、マキシング）- 時東あい名義
- 絶世の美女 kira☆kiraデビュー 楓まお（7月19日、kira☆kira）
- 働くオンナ Vol.19（7月23日、プレステージ）
- オフィス街の象徴 欲張る美人ムチ肉OL3人（8月12日、プレステージ）『真央』名義
- kawaii*girl 22（8月25日、kawaii*）
- Tokyo 流儀 67（9月2日、プレステージ）
- DOUBLE☆BITCH（9月19日、kira☆kira）
- 新・桃尻娘。2（9月19日、おかず。）
- コードエロス 淫虐のコスプレイヤー（10月10日、TMA）（オムニバス作品）
- Hunt 05（10月17日、S級素人）
- ノーパンパンストオナニー（11月5日、フリーダム）
- OLの黒ソックス 3（11月5日、フリーダム）（オムニバス作品）
- 美少女の足裏 9（11月5日、フリーダム）（オムニバス作品）
- 援交ギャルに生中出し（11月17日、レアル・ワークス）
- kira☆kiraフェラチオ学園祭（11月19日、kira☆kira）
- オフィスレディ美脚太ももイカセ（12月5日、フリーダム）
- 学校終わりのいけないアルバイト まお（12月19日、Kichu）

- 競泳水着顔面騎乗（1月15日、フリーダム）（オムニバス作品）
- kira☆kiraフェラチオ学園祭 Vol.2（1月19日、kira☆kira）
- ギャルのニーソックス 6（2月5日、フリーダム）
- 渋谷梨果ちゃん、楓まおちゃん 保険レディのフリして、一般企業のオフィスで、バレないようにこっそり枕営業してください!!（2月28日、SODクリエイト）
- 美少女奴隷学園 VOL.5（3月15日、テイクワン）
- 気持ち悪い男の居る家 一日過ごして汚いキモ男の精子を集めて下さい（4月13日、MOODYZ）
- 美少女監禁飼育 8（4月15日、テイクワン）
- 航空会社就職専門学校 エアアカデミー校長PCより流出 国際線スチュワーデス志望美女と校長の就職斡旋にまつわるHな裏取引（4月25日、レッド）
- 調教×美少女M（5月8日、Up'S）
- 現役女子大生SEX白書 CAMPUS GIRL COLLECTION 03（5月13日、EROS HEARTS）
- 『こんなチ○ポですいません』入院中の無洗包茎チ○ポを看護師は優しく剥いて即尺してくれるか? VOL.1（6月4日、DANDY）
- スゴ～く!制服の似合う素敵な娘 正統派美少女 まお（6月7日、オーロラ・プロジェクト・アネックス）
- THE GEISHA（7月19日、ROOKIE）
- 普段おとなしい女子高生が意外に激しい騎乗位（8月13日、MOODYZ）
- 女子高生ぬる×2おま●こオナニー vol.3（8月21日、映天）
- サポ希望 10 代々木 まお（8月28日、I.B.WORKS）
- 素人ギャルズ［LEVEL A］VER.29（8月28日、アリスJAPAN）
- いきなりクンニで何度もイカされちゃった私（9月4日、OFFICE K'S）
- 足ピ～ン 角オナニー 5（9月13日、アロマ企画）
- In your room 07 僕と彼女と彼女の部屋で（9月8日、ゴーゴーズ）
- Osaka In 梅田 女子大生 まお・20歳（9月19日、プレステージ）
- パンチラ姉さんの見せつけ挑発エクササイズ（9月25日、アロマ企画）
- 記録 02（10月2日、ゴーゴーズ）
- タレントの卵が無理矢理本番ビデオ出演! 楓まお（10月19日、サムシング）
- 読モ☆カフェで抜こう!! まおchan（10月23日、KUKI）
- 文化系部活少女 軽音部 まお（10月24日、ラマ）
- 南アルプス 天然女子高生（10月25日、ビッグモーカル）
- スクープ!あの現役新聞記者の衝撃映像入手（11月5日、V&Rプロダクツ）
- おはズボッ!お願い待って、入れないでー!カワイイ娘大集合!早く入れなくちゃスペシャル（11月11日、アテナ映像）
- 業界初!公共の電波を使って全国1200万人のリスナーに生中継SEXをお伝えします!! ラジオ公開収録アクメ（11月19日、SODクリエイト）
- 痴漢強制露出 ～車内で体を触られ興奮状態のまま恥辱露出～（11月19日、ナチュラルハイ）
- SPIRAL-スパイラル- 1（12月1日、MAD）
- チョウキョウ・ゼッチョウ・アイヴ（12月28日、デジタルアーク）

- 空中M男責め（1月5日、フリーダム）
- 売られる人妻（1月22日、なでしこ）
- 人妻のフェラ 3（1月22日、なでしこ）
- 金玉潰し48手（2月5日、フリーダム）
- 洗ってないマ○コを嫌という程同級生に舐めさせる女子校生（2月5日、フリーダム）
- 完全主観 罵倒地獄 ～僕を罵る女達～（2月5日、フリーダム）
- 生姦・中出し極上素人娘 アタックマン 街行くお嬢さんの無防備な股間にデンマ当ててその気にさせハメちゃいました。（3月4日、ヒビノ）
- 鬼畜変態オヤジの餌食になった純真美少女たち 01（4月15日、ケー・トライブ）
- おはズボッ! お願い待って、入れないでー! カワイイ娘大集結!早く入れなくちゃスペシャル（10月22日、アテナ映像）（オムニバス作品）

- ああ美しき哉、マン毛の義母 真行寺あゆむ（3月19日、VENUS）- 真行寺あゆむ名義

### 総集編
- MAXING半期ベスト完全保存版 II（2007年10月1日、MAXING）
- 時東あいthe BEST（2007年12月16日、MAXING）
- ミニスカニーソックスしか見たくない!4時間 3（2008年11月14日、TMA）
- kira☆kira BEST 超人気!高セールス14GALS4時間（2009年5月19日、kira☆kira）
- パイパンDX 8時間 オチャメに剃毛!8人娘のツルツルマ●コでエッチなことやりまくりスペシャル!!（2009年7月16日、MAXING）
- 黒ストッキング女子社員しか見たくない! 4時間（2009年9月25日、TMA）
- kawaii* girl BEST 4時間 3（2009年10月25日、kawaii*）
- kawaii* 美少女100人8時間SPECIAL（2009年11月25日、kawaii*）
- Tokyo素人女子大生 4時間 02（2010年2月5日、BAZOOKA）
- キモ男とSEX BEST4時間（2010年2月13日、MOODYZ）
- 現役女子大生SEX白書BEST 4時間（2010年4月1日、EROS HEARTS）
- kawaii* 騎乗位BEST 可愛い女の子の意外に激しい腰フリSEX（2010年5月25日、kawaii*）
- 東京援助交際 4時間（2010年6月11日、I.B.WORKS）
- 援交女子校生 HD セレクション（2010年9月24日、I.B.WORKS）
- 美少女援交ハメ撮り投稿映像集 2枚組8時間（2010年10月22日、I.B.WORKS）